# デレク・メディングス
デレク・メディングス（Derek Meddings、1931年1月15日 - 1995年9月10日）は、イギリスの特殊効果・視覚効果監督。ロンドン出身。1960年代にジェリー・アンダーソンの下で、『サンダーバード』などスーパーマリオネーション作品の特殊効果監督を務めた。その後、映画でも活躍し、『007』シリーズで特殊効果監督・視覚効果監督を手がけるなどした。精巧なミニチュアを駆使した特殊撮影を得意とした。1978年の『スーパーマン』における視覚効果に対し、アカデミー特別業績賞を受賞。1979年の『007 ムーンレイカー』で、アカデミー視覚効果賞にノミネートされた。

## 主要作品

### 特殊効果
- 海底大戦争 スティングレイ（1964）
- サンダーバード（1965-1966）
- 007 死ぬのは奴らだ（1973）
- 恐竜の島（1975）

### 視覚効果
- キャプテン・スカーレット（1967）
- ジョー90（1968）
- 決死圏SOS宇宙船（1969）
- 謎の円盤UFO（1970）
- 007 黄金銃を持つ男（1974）
- 007 私を愛したスパイ（1977）
- スーパーマン （1978）：モデル効果
- 007 ムーンレイカー（1979）
- スーパーマン2 冒険編（1980）：ミニチュア効果
- 007 ユア・アイズ・オンリー（1981）
- スーパーガール（1984）
- バットマン（1989）
- 007 ゴールデンアイ（1995）:ミニチュア効果

## 参照
1. ↑  Young, Cy (1995年9月14日). “OBITUARY: Derek Meddings” (英語). インデペンデント 2009年6月29日閲覧。
2. ↑  “Awards for Derek Meddings” (英語).  Internet Movie Database. 2009年7月1日閲覧。